# A Warrior's Heart
A Warrior's Heart é um filme estadunidense lançado em 2011 e dirigido por Michael F. Sears. Foi baseado em um enredo e roteiro escrito pelo autor Martin Dugard. Estreou no 64º Festival de Cannes.

## Sinopse
O jogador de lacrosse Conor Sullivan sofre um choque com a morte do pai e se torna autodestrutivo e agressivo. O treinamento desgastante com os ex-colegas militares do pai abre os olhos de Conor para o verdadeiro significado de espírito esportivo e maturidade.

## Elenco
- Kellan Lutz como Conor Sullivan
- Adam Beach como Sgt. Major Duke Wayne
- Ashley Greene como Brooklyn
- Gabrielle Anwar como Claire Sullivan

Outros
- Chord Overstreet como Dupree
- William Mapother como David Milligan
- Aaron Hill como Joe Bryant
- Chris Potter como Lt. Col Seamus 'Sully' Sullivan
- Jay Hayden como JP Jones
- Ridge Canipe como Keegan Sullivan
- Daniel Booko como Powell
- JT Alexander como Sierra Lacrosse Player #29
- Alex Rose Wiesel como Girls Lacrosse Player #12
- Bryan Lillis como Riggins
- Hymnson Chan como Brierfield Player
- Lauren Minite como Charlie
- Jim Pacitti como Treinador Jarvis
- Basilina Butler como Parent
- Diego Acuna como West Coast Referee
- Randall May como East Coast Referee